# Deutsche Meisterschaften im Rennrodeln 2022

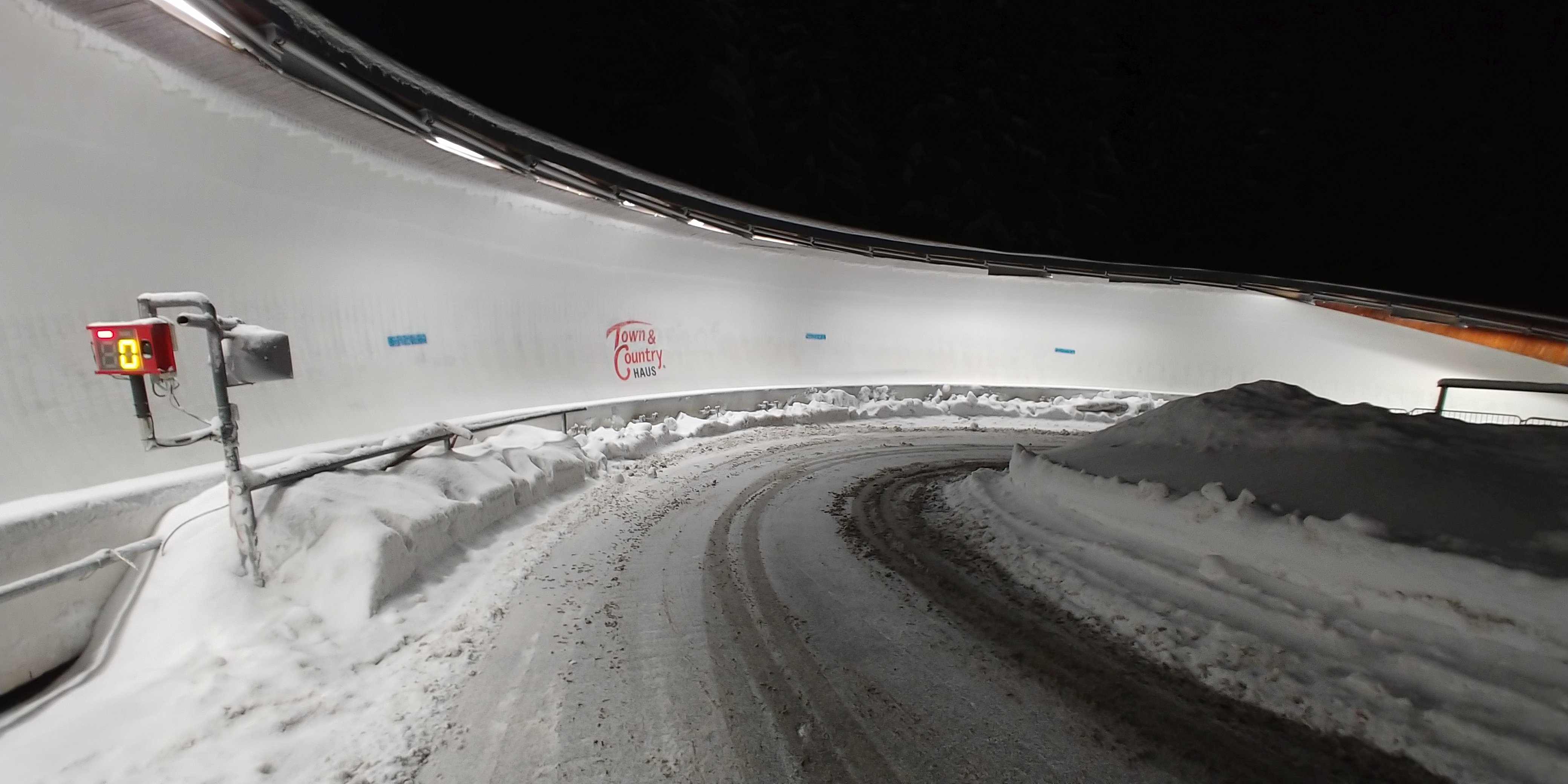
Rennrodelbahn Oberhof (2021)

Die Deutschen Meisterschaften im Rennrodeln 2022 wurden am 30. Dezember 2022 auf der Rennrodelbahn in Oberhof ausgetragen.
Bei den vom Bob- und Schlittenverband für Deutschland organisierten nationalen Titelkämpfen fanden Wettbewerbe in den Ein- und Doppelsitzern für Frauen und Männer in der Disziplin der Teamstaffel (Team bestehend aus einem Einsitzer der Frauen, einem Einsitzer der Männer und einem Doppelsitzer der Männer) statt. Abgesehen von der Teamstaffel (lediglich ein Lauf) wurde alle Wettbewerbe in zwei Läufen entschieden. Zum siebten Mal wurde bei Deutschen Meisterschaften eine Teamstaffel ausgetragen. Die Rennen dienten teilweise auch als Selektionsrennen in Vorbereitung der Rennrodel-Weltmeisterschaften 2023, die einem Monat später an gleicher Stelle stattfinden.
Den Titel sicherten sich Anna Berreiter (Einsitzer der Frauen), Felix Loch (Einsitzer der Männer), Tobias Wendl und Tobias Arlt (Doppelsitzer der Männer) sowie Jessica Degenhardt und Cheyenne Rosenthal (Doppelsitzer der Frauen). In der Teamstaffel siegten Dajana Eitberger, Felix Loch, Tobias Wendl und Tobias Arlt.

## Titelverteidiger
Bei den Deutschen Meisterschaften im Rennrodeln im Oktober 2021 auf der Rennschlitten- und Bobbahn im sächsischen Altenberg siegten Julia Taubitz im Einsitzer der Frauen, Johannes Ludwig im Einsitzer der Männer sowie Toni Eggert und Sascha Benecken im Doppelsitzer der Männer. Den Sieg in der Teamstaffel sicherte sich die Sieger der Einzelwettbewerbe in gleicher Teamstaffelbesetzung. Johannes Ludwig trat als einziger Starter nicht zur Titelverteidigung an, da er seine Karriere nach dem Ende der Saison 2021/22 beendet hatte.

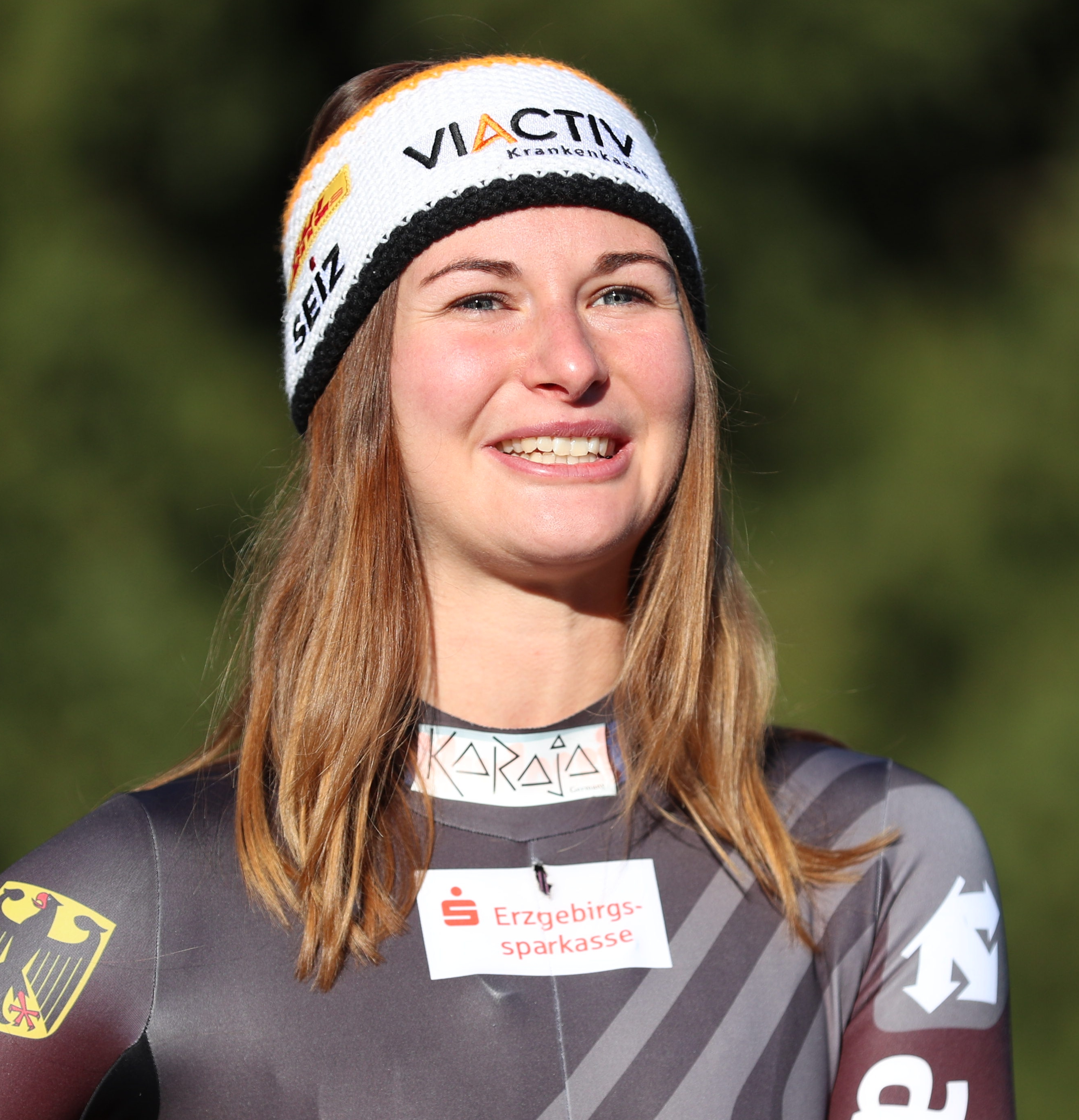
Taubitz
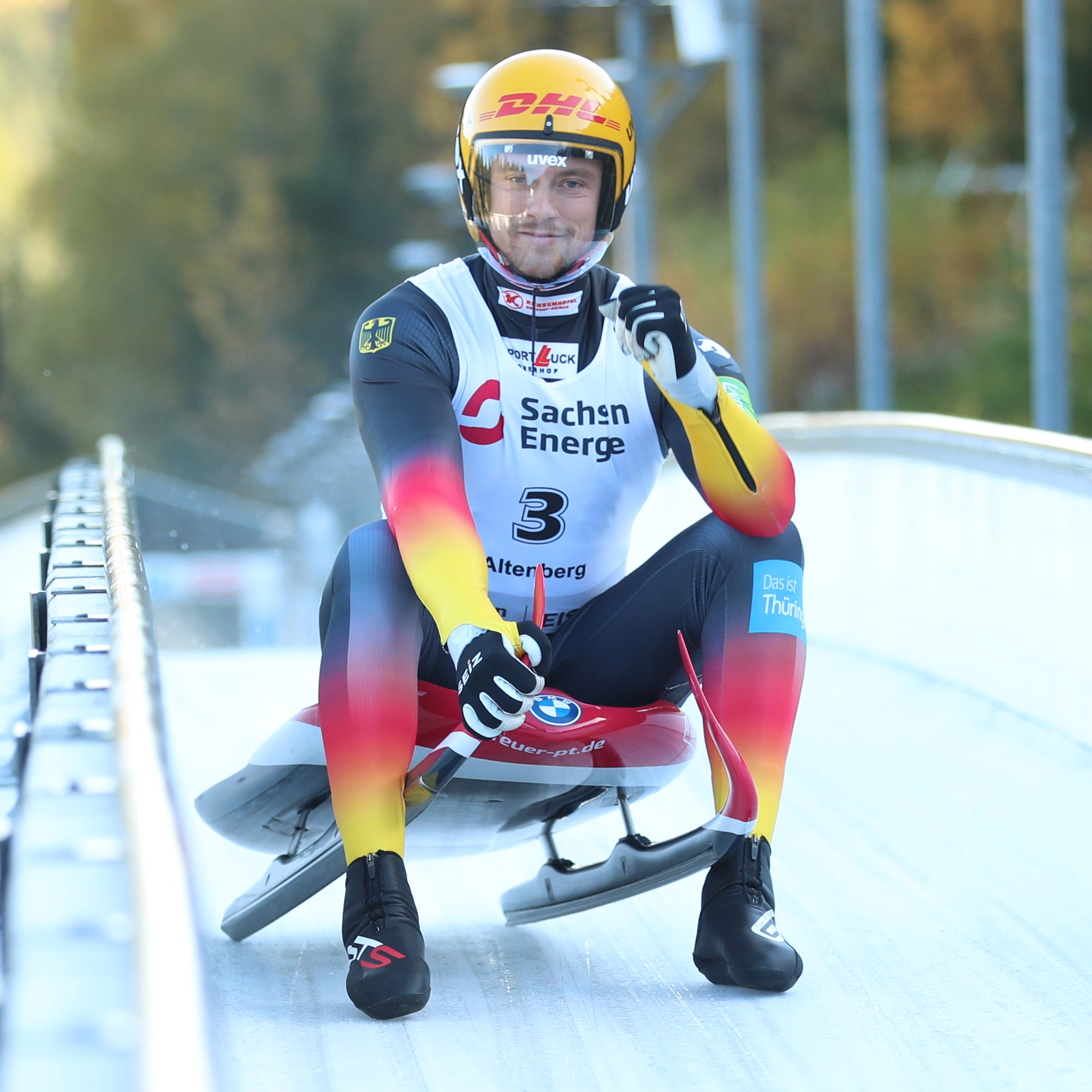
Ludwig
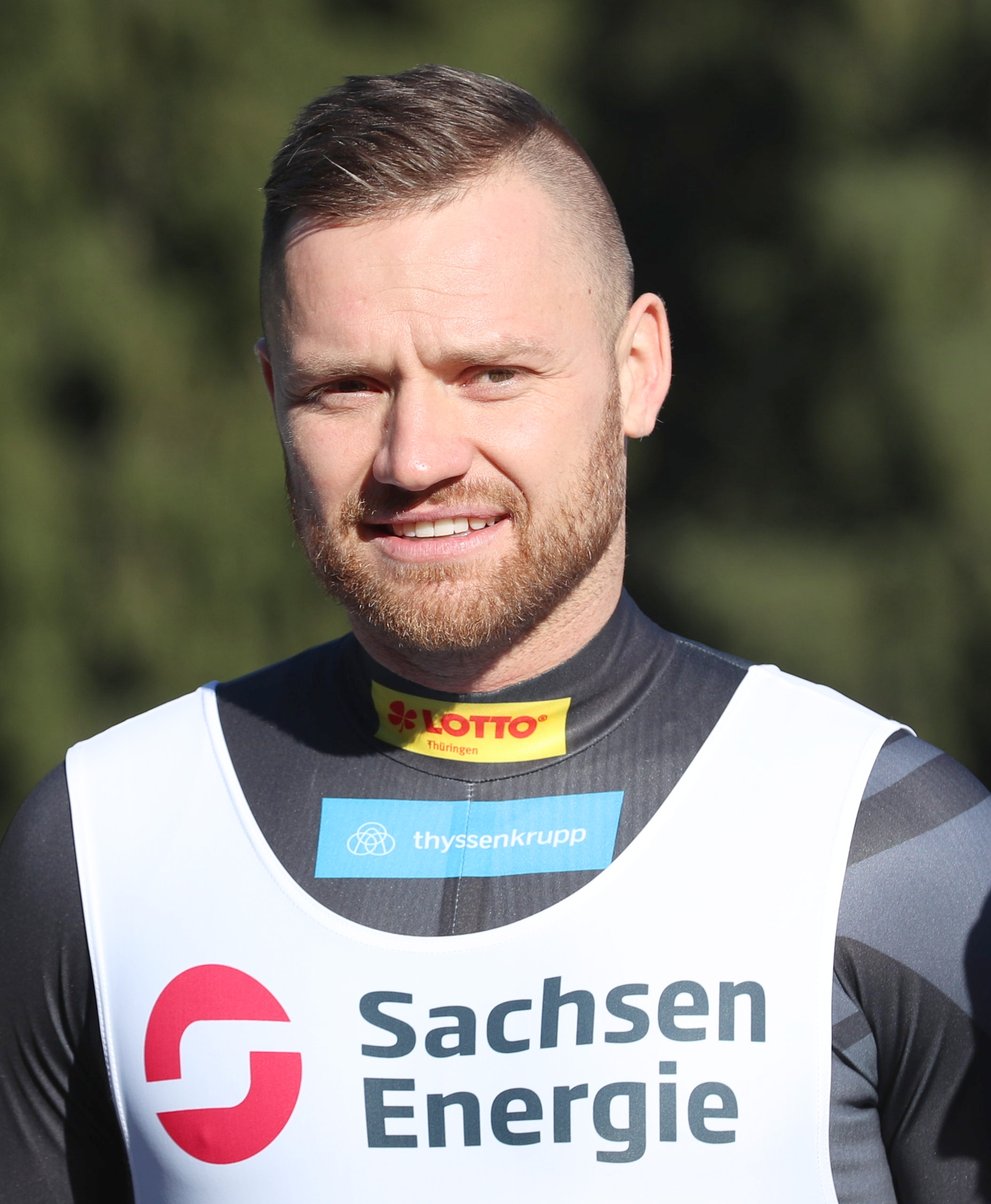
Eggert
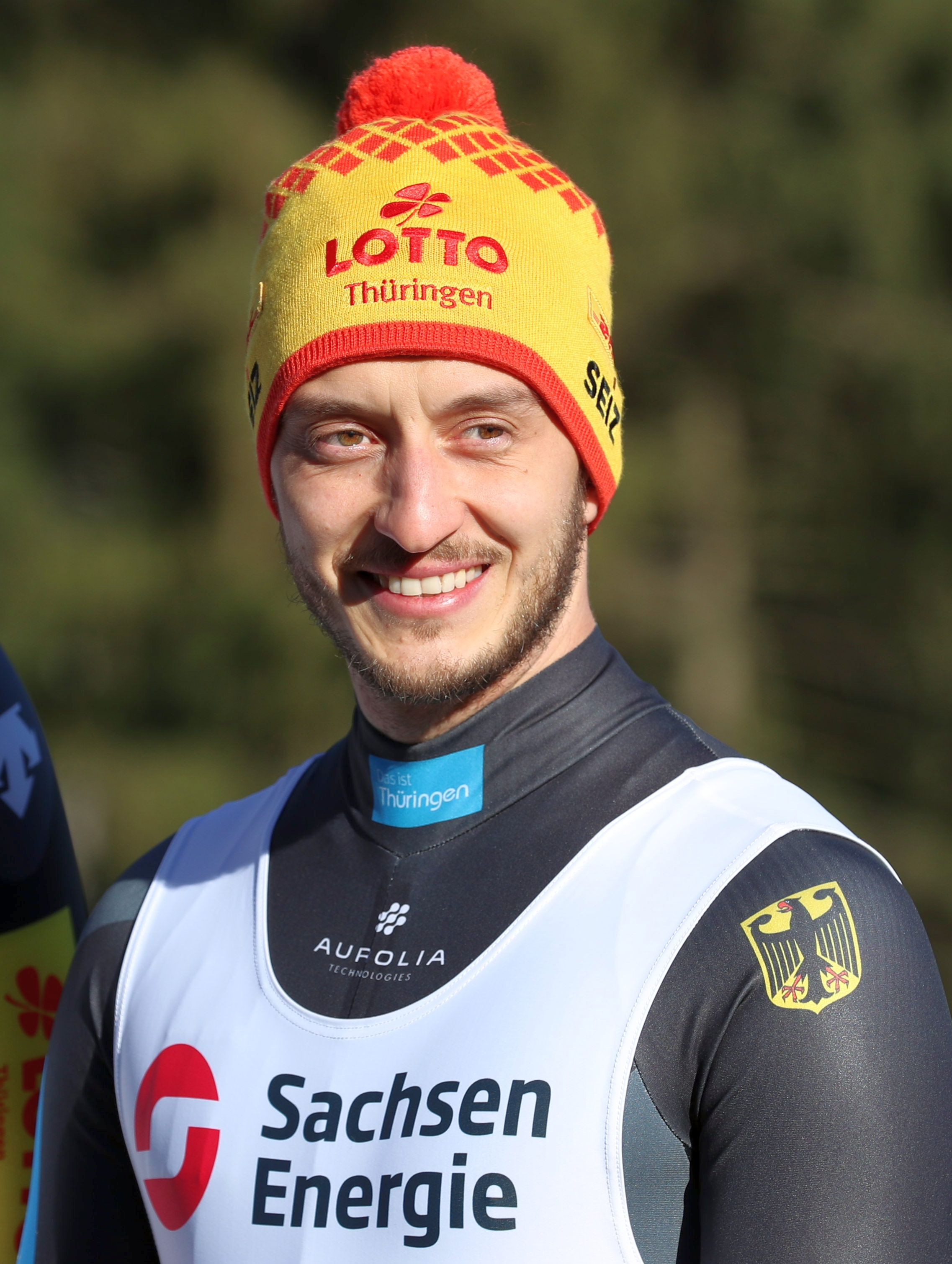
Benecken
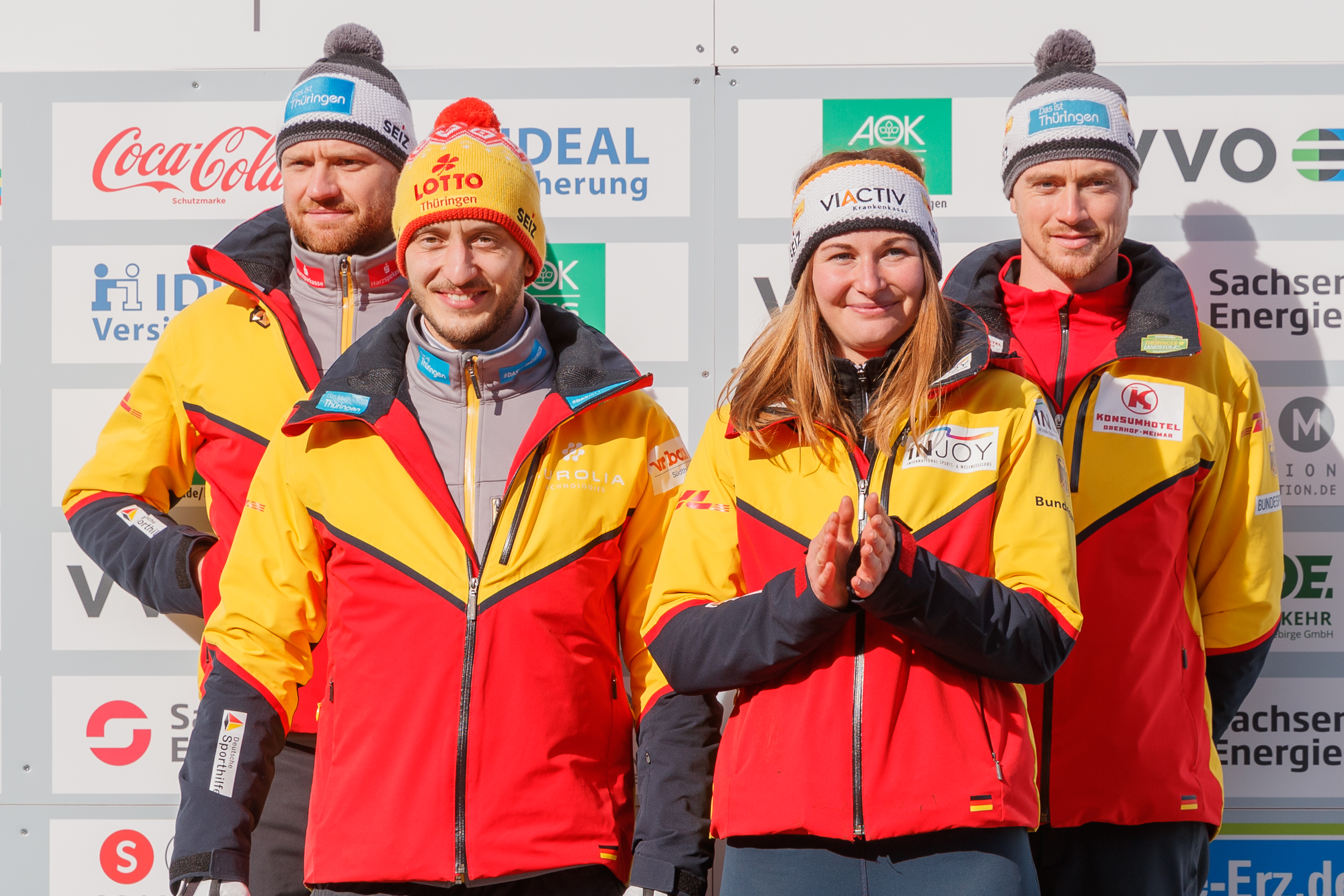
Teamstaffel

## Ergebnisse

### Einsitzer der Frauen
| Platz | Sportlerin         | Verein                        | Laufzeiten        | Zeit         |
| ----- | ------------------ | ----------------------------- | ----------------- | ------------ |
| 1     | Anna Berreiter     | RC Berchtesgaden              | 42,071 s 42,135 s | 1:24,206 min |
| 2     | Julia Taubitz      | WSC Erzgebirge Oberwiesenthal | 42,254 s 42,224 s | 1:+0,272 s   |
| 3     | Cheyenne Rosenthal | BSC Winterberg                | 42,430 s 42,465 s | 1:+0,689 s   |
| 4     | Melina Fischer     | ESV Lok Zwickau               | 42,847 s 42,690 s | 1:+1,331 s   |
| 5     | Dajana Eitberger   | RC Ilmenau                    | 42,749 s 42,812 s | 1:+1,355 s   |
| 6     | Lina-Malin Schmid  | WSC Erzgebirge Oberwiesenthal | 43,050 s 42,875 s | 1:+1,719 s   |

Anna Berreiter sicherte sich ihren ersten Deutschen Meistertitel mit einem Vorsprung von mehr als zweieinhalb Zehntelsekunden auf Titelverteidigerin Julia Taubitz. Cheyenne Rosenthal, die im Weltcup als Doppelsitzerpartnerin von Jessica Degenhardt am Start ist und bei den Deutschen Meisterschaften in beiden Disziplinen antrat, wurde Dritte. Melina Fischer fuhr auf Rang 4 und sicherte sich damit auch den Titel in der Wertung der Juniorinnen-Einsitzer, Weltcupstarterin Dajana Eitberger wurde auf ihrer Heimbahn mehr einem deutlichen Rückstand nur Fünfte. Lina-Malin Schmid belegte den sechsten Platz und gewann die Silbermedaille in der Juniorinnenwertung.

### Einsitzer der Männer
| Platz | Sportler          | Verein                        | Laufzeiten                                                              | Zeit                                                                    |
| ----- | ----------------- | ----------------------------- | ----------------------------------------------------------------------- | ----------------------------------------------------------------------- |
| 1     | Felix Loch        | RC Berchtesgaden              | 43,093 s 43,115 s                                                       | 1:26,208 min                                                            |
| 2     | Max Langenhan     | BRC 05 Friedrichroda          | 43,037 s 43,331 s                                                       | 1:+0,160 s                                                              |
| 3     | Timon Grancagnolo | ESV Lok Zwickau               | 43,305 s 43,356 s                                                       | 1:+0,453 s                                                              |
| 4     | Moritz Bollmann   | RRV Sonneberg                 | 43,381 s 43,332 s                                                       | 1:+0,505 s                                                              |
| 5     | Sebastian Bley    | RT Suhl                       | 43,076 s 43,650 s                                                       | 1:+0,518 s                                                              |
| 6     | David Nößler      | SV Schmalkalden               | 43,388 s 43,419 s                                                       | 1:+0,599 s                                                              |
| 7     | Mathis Ertel      | RRC Altenberg                 | 43,739 s 43,671 s                                                       | 1:+1,202 s                                                              |
| 8     | Hans Fritzsch     | WSC Erzgebirge Oberwiesenthal | 44,282 s 44,272 s                                                       | 1:+2,346 s                                                              |
| DSQ   | Florian Müller    | WSC Erzgebirge Oberwiesenthal | Disqualifikation (nicht erlaubtes Paddeln zum Überqueren der Ziellinie) | Disqualifikation (nicht erlaubtes Paddeln zum Überqueren der Ziellinie) |

Titelverteidiger und Olympiasieger Johannes Ludwig hatte seine Karriere nach den Olympischen Winterspielen 2022 beendet und trat daher nicht zur Titelverteidigung an. Felix Loch sicherte sich seinen achten Titel im Einsitzer bei Deutschen Meisterschaften. Max Langenhan, der nach Verletzungspause in das Wettkampfgeschehen zurückkehrte, fuhr auf den zweiten Platz. Die Bronzemedaille sicherte sich Timon Grancagnolo, der zugleich in der Juniorenwertung gewann. Er erhielt anschließend seine Nominierung für die Weltmeisterschaften, die Ende Januar 2023 in Oberhof ausgetragen werden. Moritz Bollmann, Sebastian Bley und David Nößler folgten auf den Plätzen 4 bis 6 mit einem Rückstand von rund einer halben Sekunde. Bley, der nach dem ersten Lauf noch auf dem zweiten Rang gelegen hatte, fiel durch Fahrfehler im zweiten Lauf zurück. Mathis Ertel wurde mit einem Rückstand von 1,2 Sekunden Siebter, Hans Fritzsch fuhr mit einem Rückstand von mehr als 2,3 Sekunden auf Rang 8. Florian Müller, der im ersten Lauf die zweitbeste Startzeit vorzuweisen hatte, wurde disqualifiziert, da er nach einem Sturz vor dem Überqueren der Ziellinie mit dem Paddeln angefangen hatte.

### Doppelsitzer der Frauen
| Platz | Sportler                                | Verein                         | Laufzeiten        | Zeit         |
| ----- | --------------------------------------- | ------------------------------ | ----------------- | ------------ |
| 1     | Jessica Degenhardt / Cheyenne Rosenthal | RRC Altenberg / BSC Winterberg | 43,198 s 43,229 s | 1:26,427 min |
| 2     | Elisa Storch / Elia Reitmeier           | RT Suhl / Rodelclub Ilmenau    | 44,115 s 44,248 s | 1:+1,936 s   |

Jessica Degenhardt und Cheyenne Rosenthal, amtierende Weltmeisterinnen, sicherten sich bei der erstmaligen Austragung der Disziplin des Doppelsitzers der Frauen den Meistertitel vor Elisa Storch und Elia Reitmeier mit einem Vorsprung von mehr als 1,9 Sekunden. Storch/Reitmeier gewannen die Juniorinnenwertung. Weitere Starterinnen gab es nicht.

### Doppelsitzer der Männer
| Platz | Sportler                        | Verein                           | Laufzeiten        | Zeit         |
| ----- | ------------------------------- | -------------------------------- | ----------------- | ------------ |
| 1     | Tobias Wendl / Tobias Arlt      | RC Berchtesgaden / WSV Königssee | 41,897 s 42,077 s | 1:23,974 min |
| 2     | Toni Eggert / Sascha Benecken   | BRC Ilsenburg / RT Suhl          | 41,977 s 42,137 s | 1:+0,140 s   |
| 3     | Hannes Orlamünder / Paul Gubitz | RRC Zella-Mehlis                 | 42,154 s 42,207 s | 1:+0,387 s   |
| 4     | Robin Geueke / David Gamm       | BSC Winterberg                   | 42,198 s 42,261 s | 1:+0,485 s   |
| 5     | Pascal Kunze / Maddox Götze     | ESV Lok Zwickau / RRC Altenberg  | 42,397 s 42,559 s | 1:+0,982 s   |
| 6     | Moritz Jäger / Valentin Steudte | RRC Zella-Mehlis / RT Suhl       | 42,520 s 42,569 s | 1:+1,115 s   |
| 7     | Max Ewald / Jakob Jannusch      | RT Suhl / RRV Sonneberg          | 42,762 s 42,853 s | 1:+1,641 s   |

Tobias Wendl und Tobias Arlt verwiesen die Titelverteidiger Toni Eggert und Sascha Benecken auf deren Heimbahn auf den Silberrang und sicherten sich damit ihren sechsten Meistertitel im Doppelsitzerwettbewerb. Auf Rang 3 fuhren Hannes Orlamünder und Paul Gubitz, die sich dabei gegen Robin Geueke und David Gamm durchsetzten und den Startplatz für die Weltmeisterschaften erhielten. Das vor der Saison neu zusammengestellte Doppelsitzerpaar Pascal Kunze und Maddox Götze fuhr auf den fünften Rang und gewann die Juniorenwertung. Moritz Jäger und Valentin Steudte wurden mit einem Rückstand von mehr als 1,1 Sekunden Sechste, Max Ewald und Jakob Jannusch wurden Siebte.

### Teamstaffel
| Platz | Sportler                                                        | Verein                                                                        | Laufzeiten                 | Zeit         |
| ----- | --------------------------------------------------------------- | ----------------------------------------------------------------------------- | -------------------------- | ------------ |
| 1     | Dajana Eitberger Felix Loch Tobias Wendl / Tobias Arlt          | RC Ilmenau RC Berchtesgaden RC Berchtesgaden / WSV Königssee                  | 46,389 s 47,720 s 47,836 s | 2:21,945 min |
| 2     | Julia Taubitz Max Langenhan Toni Eggert / Sascha Benecken       | WSC Erzgebirge Oberwiesenthal BRC 05 Friedrichroda BRC Ilsenburg / RT Suhl    | 46,431 s 47,659 s 48,228 s | 1:+1,003 s   |
| 3     | Anna Berreiter Sebastian Bley Hannes Orlamünder / Paul Gubitz   | RC Berchtesgaden RT Suhl RRC Zella-Mehlis                                     | 46,432 s 47,654 s 48,429 s | 1:+0,570 s   |
| 4     | Cheyenne Rosenthal David Nößler Robin Geueke / David Gamm       | BSC Winterberg SV Schmalkalden BSC Winterberg                                 | 46,828 s 8,319 s 48,475 s  | 1:+1,677 s   |
| 5     | Melina Fischer Moritz Bollmann Max Ewald / Jakub Jannusch       | ESV Lok Zwickau RRV Sonneberg RT Suhl / RRV Sonneberg                         | 47,075 s 47,959 s 48,848 s | 1:+1,937 s   |
| 6     | Natalie Maag Florian Müller Moritz Jäger / Valentin Steudte     | Schweiz WSC Erzgebirge Oberwiesenthal RRC Zella-Mehlis / RT Suhl              | 46,877 s 48,298 s 49,012 s | 1:+2,242 s   |
| 7     | Lina-Malin Schmid Timon Grancagnolo Pascal Kunze / Maddox Götze | WSC Erzgebirge Oberwiesenthal ESV Lok Zwickau ESV Lok Zwickau / RRC Altenberg | 47,424 s 47,969 s 48,831 s | 1:+2,279 s   |

Die Teamstaffel gewannen Dajana Eitberger, Felix Loch, Tobias Wendl und Tobias Arlt vor den Lokalmatadoren Julia Taubitz, Max Langenhan, Toni Eggert und Sascha Benecken, Dritte wurde die Teamstaffel um die Deutsche Meisterin Anna Berreiter mit Sebastian Bley, Hannes Orlamünder und Paul Gubitz. Cheyenne Rosenthal, David Nößler, Robin Geueke und David Gamm wurden mit einem Rückstand von mehr als einer Sekunde auf die Medaillenränge Vierte, gefolgt von der Teamstaffel um Melina Fischer, Moritz Bollmann, Max Ewald und Jakub Jannusch. Auf den sechsten Rang fuhr die Teamstaffel mit internationaler Beteiligung um Natalie Maag, Florian Müller, Moritz Jäger und Valentin Steudte vor der Nachwuchsstaffel um Lina-Malin Schmid, Timon Grancagnolo, Pascal Kunze und Maddox Götze.